# Stads- en streekvervoer in Noord-Brabant
Het stads- en streekvervoer in Noord-Brabant geeft een overzicht van alle buslijnen die gereden worden in de provincie Noord-Brabant, die verdeeld is over drie concessiegebieden. De concessies West- en Oost-Brabant zijn gegund aan Arriva, de concessie Zuidoost-Brabant is gegund aan Hermes. Alle drie de concessies rijden onder de naam Bravo. De Lijn exploiteert enkele grensoverschrijdende verbindingen uit België. Het gaat hier om de lijnen die zich in de provincie begeven, maar ook lijnen die de provincie doorkruisen.
De schuingedrukte plaatsnamen bevinden zich buiten de provincie Noord-Brabant. Bij lijnen die horen bij concessies die niet uit Noord-Brabant komen is tevens de opdrachtgevende OV-autoriteit vermeld.

## Historie

### Stoomtrams
Het eerste moderne openbaar vervoer in Noord-Brabant stamt uit de jaren 80 van de 19e eeuw. Vanaf 1880 reden er stoomtrams. Het eerste stoomtrambedrijf was de Zuider Stoomtramweg-Maatschappij (ZSM), welke vanaf 1880 een tramlijn exploiteerde van Breda naar Oosterhout. Ze werd gevolgd door de Stoomtramweg-Maatschappij 's-Bosch-Helmond ('sBH) (later de Stoomtram 's-Hertogenbosch-Helmond-Veghel-Oss (HHVO) welke vanaf 1881 in drie fasen een traject aanlegde van 's-Hertogenbosch via Veghel naar Helmond. Enkele jaren kwam er vanaf Veghel een tak naar Oss via Uden. De vier andere grote maatschappijen waren Stoomtramweg-Maatschappij Antwerpen - Bergen op Zoom - Tholen (ABT), Zuid-Nederlandsche Stoomtramweg-Maatschappij (ZNSM), Hollandsche Buurtspoorwegen (HB) en Tramweg-Maatschappij De Meijerij (TM).

### Verbindingen met België
De tramlijnen in Noord-Brabant zijn aangelegd met de minder gebruikelijke kaapspoor spoorwijdte. Om zich hierbij aan te sluiten werden in buurtspoorweglijnen in de Belgische aangrenzende provincie Antwerpen ook aangelegd met kaapspoor in afwijking van de Belgische meterspoor standaard voor buurtspoorweglijnen.  Vier grensoverschrijdende verbindingen werden aangelegd:
- Antwerpen - Zandvliet - Bergen op Zoom (ABT)
- Antwerpen - Wuustwezel - Breda (ZNSM)
- Hoogstraten - Meersel - Rijsbergen (De Belgische buurtspoorwegen, sluit aan op de Antwerpen - Breda lijn)
- Turnhout - Poppel - Esbeek - Tilburg (HB)
- Turnhout - Arendonk - Reusel - Eindhoven (TM)

Doorgaande reizigerstrams werden op die lijnen ingezet met aangepaste rijtuigen daar het Nederlandse omgrenzingsprofiel kleiner is dan de Belgische.
Kort na de Eerste Wereldoorlog werden alle buurtspoorwegen in de provincie Antwerpen omgespoord naar de Belgische meterspoor standaard. Hierdoor waren er geen doorgaande trams van en naar België meer mogelijk, maar moesten de reizigers altijd overstappen en de goederen overgeladen worden. Aan Nederlandse zijde werden de tramlijnen in de jaren dertig van de twintigste eeuw opgeheven en vervangen door busverbindingen. Na de Tweede Wereldoorlog zijn doorgaande busverbindingen met België opgezet. De busverbinding van Antwerpen naar Bergen op Zoom is verplaatst naar de route via Kapellen en Putte.  Eerst in aansluiting op de elektrische tramlijnen naar Antwerpen in Putte (tot 1961) en Wuustwezel (tot 1966), maar later doorrijdend tot in Antwerpen.
Een bijzondere buslijn is buslijn 19 (Hulst-Roosendaal). Bij de Watersnoodramp van 1953 was de spoorlijn Roosendaal - Vlissingen onbruikbaar en was Zeeuws-Vlaanderen alleen bereikbaar via België. In de tijd dat er nog volop grensformaliteiten tussen België en Nederland waren, werden noodbusdiensten ingesteld om Zeeuws-Vlaanderen te verbinden met Nederland. De buslijn 19 reed oorspronkelijk niet naar Roosendaal, maar naar Breda, waar de lijn langs Antwerpen reed zonder te stoppen in België.  Tussen 1994 en 29 juni 2024 werd een stop in Antwerpen ingevoerd en werden internationale reizigers toegelaten.
Naast de doorgaande buslijn 19 zijn er veelal overstapverbindingen met België:
- Overstap in Putte (Bergen-op-Zoom - Antwerpen)
- Wuustwezel is niet meer bereikbaar vanuit Nederland
- In Baarle-Hertog is mogelijk over te stappen van de Nederlandse buslijn Breda - Tilburg op De Lijn bussen naar Turnhout.
- Een doorgaande De Lijn bus Turnhout - Tilburg
- Een De Lijn bus Turnhout - Reusel, vanwaar overgestapt kan worden op Nederlandse bussen.

### Opkomst van de bus
In de jaren 20 begon een wildgroei aan busconcurrentie voor de stoomtram. De exploitatie van de stoomtrams werd door hoge kosten ook steeds moeilijker en de stoomtrammaatschappijen zetten zelf ook bussen om te kunnen concurreren. Uiteindelijk fuseerden de zes grote bedrijven tot één bedrijf, de Brabantsche Buurtspoorwegen en Autodiensten (BBA) welke tot 2001 een zelfstandig bedrijf zou blijven. BBA maakte korte metten met de stoomtrams en ging over op volledige autobusexploitatie.
Een andere grote speler was de Nederlandse Spoorwegen welke zelf een busonderneming opzette, de Algemeene Transport Onderneming (ATO) die ten doel had de groeiende concurrentie van busbedrijven ten opzichte van de spoorwegen te bestrijden. ATO probeerde in 1927 een busdienst rond Breda op te zetten, maar verdween hier al spoedig ten gunste van BBA. Rond Uden en Boxmeer hanteerde ATO een andere aanpak. Ze sleepte concessies binnen door te beloven een netwerk van bussen op te zetten waarbij rendabele lijnen (in dit geval vooral de lijn Nijmegen-Grave-Uden-Eindhoven) het verlies van minder rendabelere lijnen zouden opvangen. ATO hief echter spoedig de minder rendabele lijnen op. Hierop werd de vergunning voor de 'vette' lijn van Nijmegen naar Eindhoven ingetrokken. Deze ging in 1931 naar Van de Rijdt, welke vanaf 1923 reeds het traject Nijmegen-Grave exploiteerde. Van de Rijdt nam alle doorgaande lijnen van ATO over en werd hiermee een grotere vervoerder in de provincie en exploiteerde bussen van Nijmegen via Grave naar Eindhoven, 's-Hertogenbosch, Mill, Boxmeer, Venray en Helmond. Veel van deze lijnen zouden later nog bij Hermes steeds geëxploiteerd worden.
In 1924 werd in Moergestel een andere onderneming opgericht die via haar opvolger een grote stempel op het busvervoer zou drukken, de Autobusonderneming Vitesse. Aanvankelijk reed Vitesse van Eindhoven naar Tilburg, later kwamen daar door overnames meer trajecten in de driehoek Eindhoven, 's-Hertogenbosch en Tilburg bij.

### Samenvoeging
In 1934 fuseerden de Brabantse tramwegmaatschappijen tot BBA. BBA zou door overnames verder uitgroeien. ATO kwam terug in Noord-Brabant door het opkopen van Vitesse en Van de Rijdt in 1940. Beide bedrijven bleven als dochteronderneming van ATO bestaan, in tegenstelling tot vele kleine vervoerders die opgingen in ATO of dochterbedrijven. In 1941 werd Van de Rijdt bij Vitesse gevoegd en in 1942 werd Vitesse een rechtstreeks dochterbedrijf van NS. NS besloot om haar dochters Vitesse en MBS in 1949 te fuseren tot Zuidooster. Samen met BBA bepaalde Zuidooster tientallen jaren het beeld van het busvervoer in Noord-Brabant. De bedrijven gingen ook samenwerken op het gebied van stalling en onderhoud en door onderlinge lijnenruil ontstond er in 1977 een afgebakend vervoersgebied. De lijn Eindhoven-Veghel-Uden-Oss ging naar BBA en werd de grens van beide vervoerders. Ten oosten reed Zuidooster, ten westen reed BBA. Hiervoor stond BBA zijn opgerichte stadsdienst van Helmond af en de door Zuidooster opgezette stadsdienst van Oss ging naar BBA. Op enkele kleine vervoerders na hadden beide busbedrijven alle lijndiensten in hun gebied in de hand. De laatste zelfstandige ondernemers werden in de jaren 80 opgekocht. Door aankoop van het Eerste Meierijsche Autobedrijf (EMA) in de Kempen kreeg BBA vervolgens nog een gebied rond Eindhoven. In 1995 fuseerde Zuidooster met Verenigd Streekvervoer Limburg (VSL) en ging verder als de Hermes Groep. BBA werd in 2001 overgekocht door Connex (thans Veolia Transport). In 2001 besloot de provincie Noord-Brabant om de vergunning van Hermes voor Noordoost-Brabant te gunnen aan BBA na een openbare aanbesteding, waarmee BBA in het bezit kwam van alle vergunningen van de provincie Noord-Brabant. Het gebied rond Eindhoven was toen onder de verantwoordelijkheid van het Samenwerkingsverband Regio Eindhoven. Enkele lijnen moesten daardoor geknipt worden omdat ze door verschillende bestuursgebieden reden (SRE, provincie Noord-Brabant en Stadsregio Arnhem Nijmegen (KAN)). In en rond Eindhoven reden Hermes en BBA.

### Samenwerkingsverband Regio Eindhoven
De busdiensten in het gebied van het SRE vallen onder de verantwoordelijkheid van het SRE. Tot 14 december 2008 reden de oorspronkelijke vervoerders Hermes en BBA die hier al tientallen jaren een vertrouwd gezicht waren. SRE had zijn gebied onderverdeeld in drie concessies: Stadsagglomeratie Eindhoven, de stadsdienst van Eindhoven een de streekdiensten van SRE/De Peel en SRE/De Kempen. Deze concessies waren geldig tot 14 december 2008. Op 12 december 2007 liep de deadline voor nieuwe inschrijvingen af. Hermes en Veolia Transport hadden zich ingeschreven. Op 28 januari 2008 werd bekend dat het vervoer in heel het SRE gebied gegund is aan Hermes. De drie aparte concessies werden aanbesteed als één concessie. Hermes had aangekondigd het aanbod te vergroten, dynamische reizigersinformatie aan te bieden op alle haltes in het concessiegebied en de complete busvloot te vervangen. Nieuwe bussen waren voorzien van een lage vloer, digitale reizigersinformatie en airconditioning.
Sinds 1 december 2009 kunnen reizigers in Samenwerkingsverband Regio Eindhoven de OV-chipkaart gebruiken.
Sinds 11 december 2016 is de SRE-concessie overgegaan in de concessie Zuidoost-Brabant en is de provincie Noord-Brabant de ov-autoriteit.

### Stadsagglomeratie Eindhoven

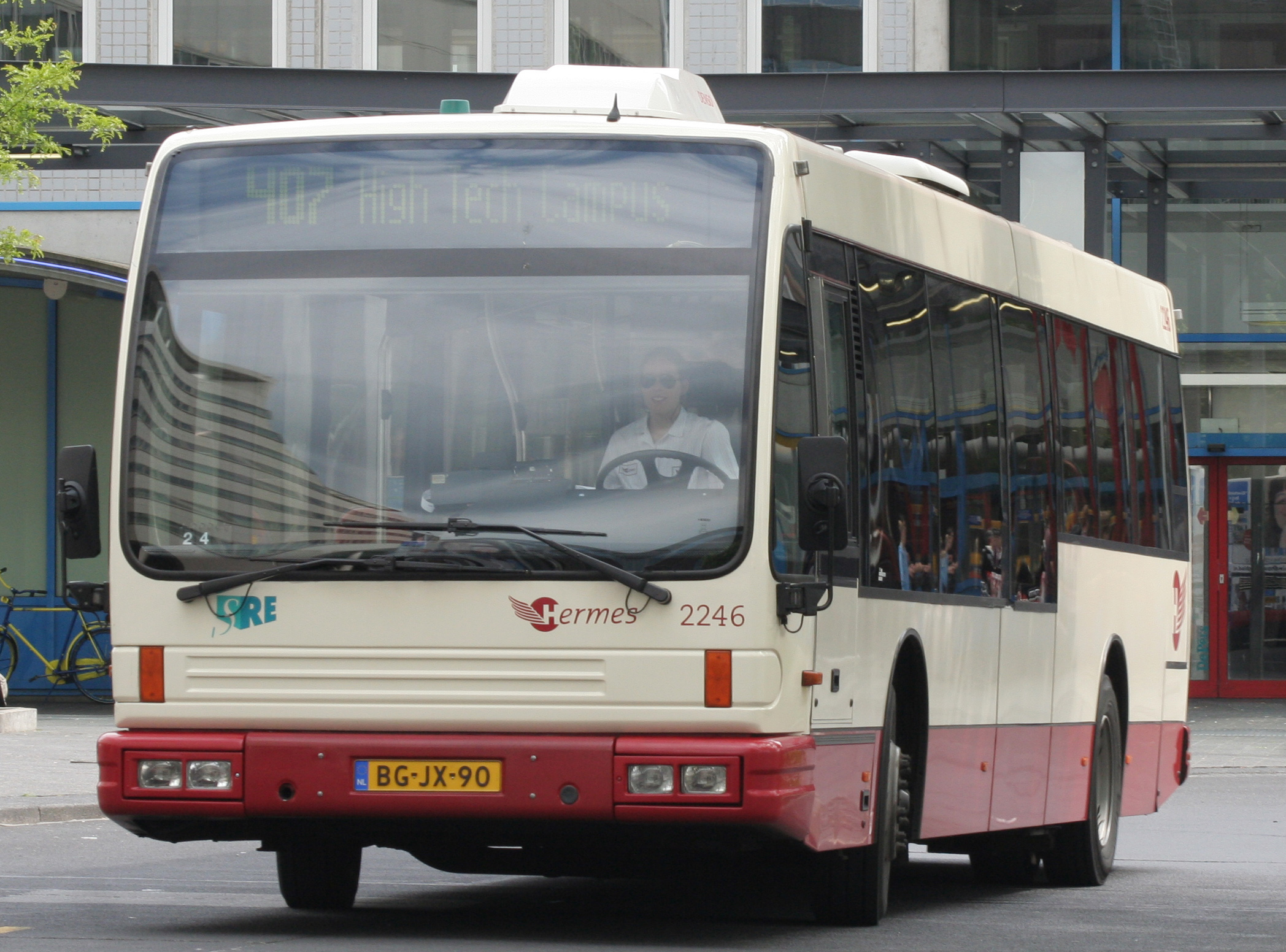
Hermes 2246 (Den Oudsten B96) te Eindhoven

Deze concessie omvatte de stadsdienst van Eindhoven. De vervoerder was Hermes. Deze concessie stamde nog uit het Zuidooster tijdperk en werd in 2008 opnieuw gegund. Hermes exploiteerde lijnen door de hele gemeente Eindhoven. De gemiddelde frequentie lag bij minimaal vier keer per uur overdag. Enkele routes kenden aparte lijnen voor de avond en zondagen. Station Eindhoven vormde het knooppunt voor alle busdiensten door Eindhoven. Tot december 2006 hadden de meeste stadslijnen het centraal station in Eindhoven als begin- of eindpunt. In de dienstregeling voor 2007 werden enkele lijnen met veel onderlinge overstappers aan elkaar gekoppeld waardoor het station een tussenliggende halte werd en het voor reizigers gemakkelijker werd om over te stappen. Deze koppeling werd met ingang van de dienstregeling van 14 december 2008 grotendeels ongedaan gemaakt. Verder kwamen veel streekbussen van SRE/De Peel en SRE/De Kempen en Oost-Brabant door Eindhoven met het centraal station als eindpunt.
Hermes gebruikte al enkele jaren een elektronisch informatiesysteem voor reizigers. In de stadsbus was een automatische halteafroep aanwezig alsmede een scherm met dezelfde informatie. Bij drukkere bushaltes (in het algemeen alle halten met een abri) is een display aanwezig dat een geactualiseerde aankomsttijd van de eerste drie bussen, die deze halte aandoen, toont, inclusief lijnnummer en eindbestemming. Voor de lijnen naar Eindhoven Airport en Veldhoven is door het SRE een HOV concept ontwikkeld, de Phileasbus. Deze nieuwe bussen vormen een frequente en snelle verbinding met Eindhoven Airport en Veldhoven Zonderwijk onder de lijnnummers 401 en 402. Door technische problemen reden er op deze lijn geregeld gelede bussen. Tijdens afwezigheid van de Phileas reden er oude Connexxion gelede wagens. De oude gelede Den Oudsten B89 Alliance bussen (van Zuidooster) en gelede Berkhof bussen (van VSL) zijn in 2008 vervangen door oude Connexxion gelede wagens. Ook vertrokken de vier gehuurde Den Oudsten Alliance B93 bussen weer. Alle Connexxion wagens werden omgespoten in wit en voorzien van het Hermes logo. Het verdere wagenpark van Hermes bestond voor december 2008 uit een mix van Hainje ST2000 bussen, Berkhof Premier bussen, Den Oudsten B96 Alliance City bussen, Berkhof Jonckheer bussen en vier Berkhof Ambassador bussen, die waren overgekomen van de streekdiensten uit Limburg.

#### SRE/De Peel
Deze concessie omvatte de stadsdienst van Helmond en de omliggende streeklijnen rond de regio Helmond en Eindhoven. Deze concessie lag bij Hermes en stamt nog uit het Zuidooster tijdperk. In 2008 werd deze opnieuw gegund aan Hermes. Deze lijnen hadden de centrale stations van Eindhoven of Helmond als een begin/eindpunt. De stadsdienst van Helmond was beperkt. Deze werd ten dele gereden met klein materieel en reed gemiddeld 1× per uur en niet in de avonduren en op zondagen. Door bestuurlijke knippen zijn de doorgaande lijnen 21 en 121 van Eindhoven naar Nijmegen vervallen. Dit gebeurde omdat de provincie de concessie Noordoost-Brabant (nu Oost-Brabant) gunde aan BBA. Vanaf augustus 2002 reden Hermes en BBA deze lijnen samen. Deze lijnen zijn in augustus 2003 geknipt in Uden, in december is lijn 21 ingekort tot Beek en Donk en de route van lijn 121 aangepast om delen van de vervallen 21 route op te vangen. Door bezuinigingen zijn de onrendabele lijnen 22 en 26 van Helmond naar Someren en Weert vervallen. De lijnen naar Veghel, Boxmeer, Venray en Uden overschreden de concessiegrens. Door nieuwe afspraken mochten deze lijnen niet geknipt worden. De vervoerders hadden onderling afspraken gemaakt en lijnen geruild. De lijn naar Boxmeer en de sneldienst naar Venray werden geheel door Hermes gereden, de lijnen naar Veghel en Uden werden in samenwerking met Arriva geëxploiteerd. Veolia Transport exploiteerde een lijn vanuit Roermond die eindigt in Deurne en reed sinds 9 december ook lijn 27 van Helmond naar Venray. Hiervoor verzorgde Hermes deze lijn geheel. In het gebied van SRE/De Peel komt nog één buurtbuslijn van Arriva uit Oost-Brabant, lijn 253. Hermes gebruikte voor de uitvoering B95 Alliance Intercity bussen, Berkhof Ambassador 200 bussen en minibussen van VDL Kusters. Veolia Transport en Arriva rijden met Berkhof Ambassador 200 bussen.

#### SRE/De Kempen

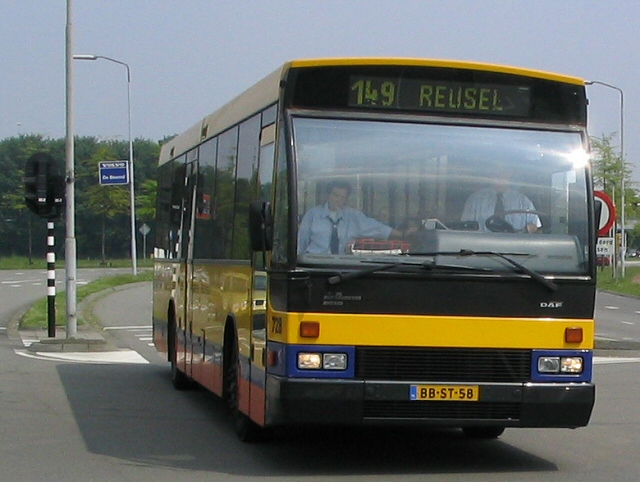
BBA 728 (Den Oudsten B88) op weg naar Reusel naar als lijn 149

Deze concessie omvatte de streeklijnen van Eindhoven in de richtingen Tilburg, Reusel, Weert en Luyksgestel. De vervoerder is sinds 14 december 2008 Hermes. Hiervoor reed BBA in de Kempen. Enkele lijnen komen van EMA. De lijnen 141 en 142 van Best naar Tilburg en 143 en 146 van Reusel naar Tilburg vielen onder de concessie Midden-Brabant. Deze vier lijnen werden geheel gereden door BBA uit SRE/De Kempen. Na de concessieovergang werden deze lijnen gereden door Veolia Transport Brabant. Twee buurtbuslijnen van Arriva uit Oost-Brabant komen tevens in het gebied van SRE/De Kempen, namelijk lijn 285 en 299. Uit België kwam één buslijn van De Lijn, namelijk lijn 480 uit Turnhout (voorheen lijn 48) met eindpunt Reusel.
Veolia Transport reed in deze concessie nog onder naam BBA. BBA gebruikte voor de uitvoering Mercedes-Benz Citaro bussen en Berkhof Ambassador bussen. Tot december 2007 gebruikte BBA ook nog Den Oudsten B88 bussen en een enkele standaardstreekbus. Met de instroom van nieuwe bussen bij Veolia in Midden- en West-Brabant zijn veel Citaro bussen vrijgekomen en zijn er een aantal overgeplaatst naar SRE/De Kempen om de oude B88 en standaard streekbussen te vervangen.

#### Samenwerkingsverband Regio Eindhoven
Met ingang van de nieuwe dienstregeling op 14 december 2008 werden de concessies samengevoegd tot een grote concessie. Hermes verving het complete wagenpark. Conform de eis van het SRE waren alle wagens voorzien van een lage vloer en een scherm met dynamische reizigersinformatie en voldeden ze aan nieuwe milieunormen. Hermes voldeed aan de wens van het SRE om de bussen uit te rusten met airconditioning voor de passagiers. Ook zijn alle bussen voorzien van een speciale plaats voor rolstoelgebruikers. Alle bussen werden in een nieuwe Hermes huisstijl gegoten.
Voor de stadsdienst van Eindhoven heeft Hermes 73 MAN Lion's City bussen en 7 gelede Lion's City bussen aangeschaft. Ook de Phileas bussen stroomden weer in nadat deze voorzien waren van nieuwe motoren. Ook kwamen van moederbedrijf Connexxion drie gelede Citaro bussen in dienst. Voor de streekdiensten heeft Hermes 80 nieuwe Berkhof Ambassador bussen aangeschaft.
De nieuwe dienstregeling kende naast enkele wijzigingen van rijtijden en frequenties ook enkele routewijzigingen en nieuwe knippen in lijnen. Lijn 20 werd ingekort van Eindhoven tot Asten en lijn 27 werd ingekort tot Venray - Deurne. Hier kwamen de lijnen 22 naar Asten/Someren en 26 naar Deurne voor in de plaats. De doorgaande lijnen van Eindhoven naar Tilburg werd geknipt. Veolia Transport reed nog maar tot Best terwijl Hermes de route Eindhoven - Oirschot bediende met voormalige BBA lijn 144 en de nieuwe lijn 145. Lijn 21 werd verlengd van Beek en Donk naar Gemert. Lijn 121 keerde geheel terug naar Hermes en reed niet langer door het centrum van Gemert.
Op 13 december 2009 ging de nieuwe dienstregeling voor 2010 in. Hierin werd de knip van lijn 20 ongedaan gemaakt. Veolia Transport besloot om lijn 75 van Roermond naar Deurne te knippen. De knip werd in Meijel gelegd. Veolia Transport bleef onder het oude nummer rijden tussen Roermond en Meijel, Hermes ging het traject van Meijel naar Deurne verlengen naar Helmond en rijden onder lijnnummer 26.
Op 5 april 2010 werd een nieuwe buurtbus geïntroduceerd. Lijn 471 ging rijden van Aalst en Waalre naar Veldhoven.
Op 13 juni 2010 werd station Maarheeze geopend. Omdat de NS geen directe buslijn als concurrentie wilde werd Hermes verplicht lijn 173 aan te passen. De route van lijn 173 werd verlegd. Het traject Leende - Maarheeze - Soerendonk - Budel werd gewijzigd in Leende - Soerendonk - Maarheeze - Budel. Hierdoor nam de reistijd tussen Maarheeze naar Eindhoven flink toe. In Maarheeze ging lijn 173 via het station rijden en werd aansluiting geboden op de treinen aldaar. Aansluitingen op bus en trein in Eindhoven en Weert werden hier ondergeschikt aan gemaakt. Buurtbus 455 werd van Heeze verlengd naar het ziekenhuis in Geldrop. Op enkele andere lijnen werden wat wijzigingen in rijtijden en frequenties doorgevoerd om het aanbod beter af te stemmen op de vraag en in te spelen op knelpunten in de dienstregeling.
Op 12 december 2010 ging een nieuwe dienstregeling in waarin enkele dingen wijzigden. Zo werd lijn 21 weer ingekort tot Beek en Donk en kwam er een nieuwe sneldienst naar Gemert-oost bij. Het traject Eindhoven - Nuenen - Stiphout - Helmond kreeg een nieuw lijnnummer. De bediening van Oirschot verviel buiten de spitsuren. Bij Veldhoven keerde buurtbus 492 terug. Op 22 februari 2011 werd een nieuwe lijn opgestart: lijn 100. Deze lijn reed als servicelijn een rondje door Woensel en had als doelgroepen ouderen en gehandicapten. De bus op deze lijn was extra toegankelijk en had een vaste chauffeur en steward aan boord. De proef liep t/m 20 augustus 2011. Daarna werd deze beëindigd omdat de bezetting tegenviel.

## Huidige situatie

### Provincie Noord-Brabant
In 2005 wilde de provincie haar buslijnen opnieuw aanbesteden. Hiervoor werden nu openbare aanbestedingen gebruikt. De provincie deelde haar gebied in vijf concessies in: Interliner Breda/Oosterhout - Utrecht, Midden-Brabant, West-Brabant, Oost-Brabant en de Meierij. De Interliners werden gegund aan Arriva, Midden- en West-Brabant aan Connexxion en de Meierij en Oost-Brabant aan Hermes. De provincie gaf later aan een fout gemaakt te hebben en de concessie Oost-Brabant zou gegund worden aan Arriva. BBA voelde zich gepasseerd en spande een procedure aan. De rechter verklaarde de aanbesteding ongeldig. De concessie voor BBA werd verlengd en in 2006 werden nieuwe aanbestedingen uitgevoerd. De provincie koos nu voor vier gebieden, de Interliner werd samengevoegd met de andere concessies. Ook konden vervoerders zich niet meer los voor een concessie inschrijven maar werden de concessies Midden- en West aan elkaar gekoppeld eveneens als de concessies Oost en Meierij. Dit keer ging de vergunning naar Connexxion (Midden- en West) en Hermes (Oost en Meierij). Maar Connexxion gaf aan fouten gemaakt te hebben in de offerte en wilde zich en dochter Hermes terugtrekken door dreigend miljoenenverlies. Hierop volgde een rechtszaak van de provincie tegen Connexxion en stakingen door het onzekere BBA personeel. In oktober werd een akkoord gesloten. Connexxion trok zich en Hermes terug. Veolia Transport kreeg de concessies Midden- en West-Brabant toegewezen, Arriva Oost en de Meierij. Hiermee verdween na Hermes ook de naam BBA uit grote delen van de provincie. De nieuwe concessies gingen in op 1 januari 2007 en zijn geldig voor acht jaar. De provincie Noord-Brabant heeft voor haar concessie een kleurenschema vastgesteld waaraan alle bussen moeten voldoen. Verder werd geëist dat alle bussen uitgerust waren met een lage vloer, een speciale plaats voor rolstoelgebruikers en dynamische reizigersinformatie in de bus. Ook moesten de bussen voldoen aan nieuwe milieunormen. Bussen die vanuit een andere concessie in de provinciale concessies rijden hoeven niet te voldoen aan deze eisen.
Op 1 juli 2010 werd de OV-chipkaart geldig in alle bussen van de provincie.
Vanaf 14 december 2014 is de provincie Noord-Brabant de ov-autoriteit voor alle concessies in Noord-Brabant. Het gaat hier om de concessies West-Brabant en Oost-Brabant gereden door Arriva en Zuidoost-Brabant gereden door Hermes. Alle bussen van de Brabantse concessies rijden onder de naam Bravo.

### Huidige concessiegebieden
| OV-autoriteit           | Concessiegebied  | Vervoerder | Duur                    |
| ----------------------- | ---------------- | ---------- | ----------------------- |
| Provincie Noord-Brabant | Zuidoost-Brabant | Hermes     | 11.12.2016 - 14.07.2029 |
| Provincie Noord-Brabant | West-Brabant     | Arriva     | 06.07.2025 - 14.07.2035 |
| Provincie Noord-Brabant | Oost-Brabant     | Arriva     | 14.12.2014 - 12.12.2026 |

## Lijnenoverzicht

### Zuidoost-Brabant
De nieuwe concessie heet Zuidoost-Brabant en het gebied van de concessie veranderde niet van zijn voorganger, concessie SRE. In 2015 werd bekend dat Hermes de concessie had gewonnen voor een looptijd van tien jaar. Op 11 december 2016 ging de concessie van start. Hieronder volgt een overzicht van alle buslijnen in de concessie Zuidoost-Brabant. Enkele lijnen komen uit een ander concessiegebied en eindigen in het gebied Zuidoost-Brabant. Net als de andere concessies in Noord-Brabant wordt gereden onder de naam Bravo.
De lijnnummering in de regio is volgens het volgende nummeringssysteem:
- 1 t/m 30: stadsdienst Eindhoven en streekbussen
- 5x series: stadsdienst Helmond
- 1xx series: spitsbussen
- 2xx series: buurtbussen
- 3xx series: Bravo direct streekbussen
- 4xx series: Bravo direct stadsdienst Eindhoven
- 6xx series: schoolbussen

| Lijn                                     | Route                                                        | Via                                                                               | Bijzonderheden                                               |
| ---------------------------------------- | ------------------------------------------------------------ | --------------------------------------------------------------------------------- | ------------------------------------------------------------ |
| Stadsdienst Eindhoven                    |                                                              |                                                                                   |                                                              |
| 2                                        | Centraal Station - Blixembosch-Oost                          | Rapenland, WoensXL/Catharina Ziekenhuis, De Tempel                                |                                                              |
| 3                                        | Centraal Station - Blixembosch-West                          | MMC Eindhoven, WoensXL/ Catharina Ziekenhuis, Jagershoef, Woenselse Heide         | Ringlijn in Blixembosch                                      |
| 4                                        | Centraal Station - Heesterakker                              | MMC Eindhoven, Eckart, Vaartbroek                                                 |                                                              |
| 5                                        | Centraal Station - 't Hofke                                  | Centrum, Lakerlopen, Doornakkers, Geestenberg                                     |                                                              |
| 6                                        | Centraal Station - Nuenen Oost                               | Nuenen Centrum                                                                    |                                                              |
| 7                                        | Centraal Station - MMC Veldhoven                             | Centrum, Eikenburg, Aalst, Waalre                                                 |                                                              |
| 8                                        | Centraal Station - Kapelbeemd                                | Philips Nederland, Acht                                                           |                                                              |
| 9                                        | Centraal Station - Best Station                              | Gildebuurt, Catharina Ziekenhuis, WoensXL, Prinsejagt, Driehoeksbos, Acht         |                                                              |
| 10                                       | Centraal Station - Oirschot Kazerne                          | Strijp-T, Mispelhoef                                                              | Rijdt niet 's avonds en in het weekend                       |
| 12                                       | Centraal Station - Gijzenrooi                                | Centrum, Tuindorp, Stratum, Tivoli                                                | Rijdt niet 's avonds                                         |
| 14                                       | Centraal Station - Veldhoven Zilverackers                    | Centrum, Engelsbergen, De Hurk, Veldhoven Centrum, Oerle                          |                                                              |
| 15                                       | Centraal Station - Veldhoven d'Ekker                         | Centrum, Schrijversbuurt, Rapelenbuurt, Bennekel, Genderbeemd                     |                                                              |
| 16                                       | Centraal Station - MMC Veldhoven                             | Centrum, Schrijversbuurt, Rapelenbuurt, Bennekel, Hanevoet, Ooievaarsnest         |                                                              |
| 17                                       | Centraal Station - Roosten                                   | Centrum                                                                           |                                                              |
| HOV stadsdienst Eindhoven (Bravo direct) |                                                              |                                                                                   |                                                              |
| 400                                      | Centraal Station - Eindhoven Airport                         | WoensXL                                                                           | Airport Shuttle                                              |
| 401                                      | Centraal Station - Eindhoven Airport                         | Strijp-S, Meerhoven                                                               |                                                              |
| 402                                      | Centraal Station - Veldhoven Zonderwijk                      | Strijp-S, Veldhoven (De Polders, Centrum)                                         |                                                              |
| 403                                      | Centraal Station - Veldhoven Heikant                         | Strijp-S, Meerhoven Waterrijk                                                     |                                                              |
| 404                                      | Centraal Station - Nuenen Centrum                            | WoensXL, Summa College Sterrenlaan, Eckart, Nuenen West                           | Rijdt niet 's avonds en in het weekend                       |
| 405                                      | Centraal Station - Achtse Barrier                            | WoensXL, Sportpark Eindhoven Noord                                                |                                                              |
| 406                                      | Centraal Station - Ekkersrijt                                | WoensXL, Sportpark Eindhoven Noord                                                | Rijdt in het weekend niet 's avonds                          |
| 407                                      | Centraal Station - High Tech Campus                          | Vestdijk, Stratum, Genneper Parken                                                | Rijdt niet 's avonds en in het weekend                       |
| 408                                      | Centraal Station - High Tech Campus                          | Vestdijk, Stratum, Aalst                                                          | Rijdt niet 's avonds en in het weekend                       |
| Stadsdienst Helmond                      |                                                              |                                                                                   |                                                              |
| 51                                       | Station - Eeuwsels                                           | Centrum, Heipoort, Bloemvelden                                                    | Ringlijn in Eeuwsels; rijdt niet 's avonds en in het weekend |
| 52                                       | Station - Brouwhuis                                          | Rijpelberg                                                                        | Rijdt niet 's avonds en in het weekend                       |
| 53                                       | Station - Straakven                                          |                                                                                   | Rijdt niet 's avonds en in het weekend                       |
| 54                                       | Station - Brouwhuis                                          | Bokhorst                                                                          | Rijdt niet 's avonds en in het weekend                       |
| 55                                       | Station - Stiphout Kerk                                      |                                                                                   | Rijdt niet 's avonds en in het weekend                       |
| Streekdienst                             |                                                              |                                                                                   |                                                              |
| 11                                       | Eindhoven Centraal Station - Weert Station                   | Leende, Leenderstrijp, Soerendonk, Maarheeze, Budel, Budel-Schoot, Budel-Dorplein |                                                              |
| 18                                       | Eindhoven Centraal Station - Bergeijk Loo                    | Veldhoven, Riethoven, Westerhoven                                                 | Rijdt niet op zondagavond                                    |
| 19                                       | Eindhoven Centraal Station - Bladel Busstation               | Veldhoven, Steensel, Eersel, Duizel, Hapert                                       |                                                              |
| 20                                       | Eindhoven High Tech Campus - Best Station                    | Veldhoven, Eindhoven Airport                                                      | Rijdt niet 's avonds en in het weekend                       |
| 21                                       | Son Meubelboulevard - Breugel Sterrenbeeldenlaan             |                                                                                   | Rijdt niet 's avonds                                         |
| 23                                       | Helmond Station - Boxmeer Station                            | Bakel, Milheeze, De Rips, Westerbeek, Oploo, Sint Anthonis                        |                                                              |
| 24                                       | Eindhoven Centraal Station - Helmond Station                 | Geldrop, Mierlo                                                                   | Rijdt niet 's avonds                                         |
| 25                                       | Gemert Pelgrimsrust - Helmond Station                        | Beek en Donk, Aarle-Rixtel                                                        |                                                              |
| 26                                       | Gemert Groenesteeg - Helmond Station                         |                                                                                   | Rijdt niet 's avonds en in het weekend                       |
| 28                                       | Deurne Hogeweg - Meijel Busstation                           | Liessel, Neerkant                                                                 | Rijdt niet op zondag                                         |
| HOV streekdienst (Bravo direct)          |                                                              |                                                                                   |                                                              |
| 317                                      | Eindhoven Centraal Station - Dommelen Damianusdreef          | Aalst, Valkenswaard                                                               |                                                              |
| 318                                      | Eindhoven Centraal Station - Luyksgestel Boscheind           | Aalst, Valkenswaard, Dommelen, Westerhoven, Bergeijk                              |                                                              |
| 319                                      | Eindhoven Centraal Station - Reusel Busstation               | Veldhoven, Eersel, Duizel, Hapert, Bladel                                         |                                                              |
| 320                                      | Eindhoven Centraal Station - Helmond Station                 | Geldrop, Mierlo, Lierop, Someren, Asten                                           |                                                              |
| 321                                      | Eindhoven Centraal Station - Gemert Pelgrimsrust             | Nuenen, Gerwen, Lieshout, Beek en Donk                                            | Rijdt niet 's avonds en in het weekend                       |
| 322                                      | Eindhoven Centraal Station - Uden Busstation                 | Nuenen, Gerwen, Lieshout, Beek en Donk, Gemert, Boekel, Molenwijk, Volkel         |                                                              |
| 323                                      | Eindhoven Centraal Station - Gemert Groenesteeg              | Nuenen, Gerwen, Lieshout, Beek en Donk                                            | Spitsbus                                                     |
| 324                                      | Eindhoven Centraal Station - Geldrop Coevering               |                                                                                   |                                                              |
| Spitsbus                                 |                                                              |                                                                                   |                                                              |
| 114                                      | Eindhoven Centraal Station - De Hurk                         | Binnenstad, Engelsbergen                                                          |                                                              |
| 119                                      | Eindhoven Centraal Station - Veldhoven ASML                  |                                                                                   |                                                              |
| 123                                      | Gemert Pelgrimsrust - Boxmeer Station                        | Elsendorp, Sint Anthonis                                                          |                                                              |
| 150                                      | Helmond Station - Station 't Hout                            | Automotive Campus                                                                 |                                                              |
| Buurtbus                                 |                                                              |                                                                                   |                                                              |
| 255                                      | Maarheeze Station - Budel Rubenslaan                         | Soerendonk, Gastel                                                                | Rijdt niet 's avonds en in het weekend                       |
| 256                                      | Valkenswaard Markt - Maarheeze Station                       | Leende                                                                            | Rijdt niet 's avonds en in het weekend                       |
| 257                                      | Valkenswaard Markt - Geldrop Ziekenhuis                      | Leende, Heeze                                                                     | Rijdt niet 's avonds en in het weekend                       |
| 258                                      | Weert Station - Heeze Station                                | Nederweert, Someren-Eind, Someren, Someren-Heide, Maarheeze, Sterksel             | Rijdt niet 's avonds en in het weekend                       |
| 259                                      | Beek en Donk Piet van Thielplein - Nuenen Centrum            | Lieshout, Gerwen                                                                  | Rijdt niet 's avonds en in het weekend                       |
| 260                                      | Geldrop Ziekenhuis - Best Station                            | Nuenen, Nederwetten, Son en Breugel                                               | Rijdt niet 's avonds en in het weekend                       |
| 261                                      | Beek en Donk Piet van Thielplein - Helmond Centrum           | Mariahout, Lieshout, Aarle-Rixtel                                                 | Rijdt niet 's avonds en in het weekend                       |
| 262                                      | Deurne Elkerliek Ziekenhuis - Helenaveen Oude Peelstraat     | Griendtsveen                                                                      | Rijdt niet 's avonds en in het weekend                       |
| 266                                      | Deurne Elkerliek Ziekenhuis - Geldrop Ziekenhuis             | Vlierden, Ommel, Asten, Heusden, Asten, Someren, Heeze                            | Rijdt niet 's avonds en in het weekend                       |
| 268                                      | Deurne Elkerliek Ziekenhuis - Elsendorp Medisch Centrum      | Milheeze, Bakel, De Mortel, Gemert                                                | Rijdt niet 's avonds en in het weekend                       |
| 271                                      | Veldhoven MMC - Aalst Ekenrooi                               | Waalre                                                                            | Rijdt niet 's avonds en in het weekend                       |
| 272                                      | Eersel Busstation - Lommel Station                           | Bergeijk, Weebosch, Luyksgestel                                                   | Rijdt niet 's avonds en in het weekend                       |
| 276                                      | Valkenswaard Markt - Achel Kerk                              | Borkel, Schaft                                                                    | Rijdt niet 's avonds en op zondag                            |
| 277                                      | Veldhoven City Centrum - Valkenswaard Markt                  | Waalre                                                                            | Rijdt niet 's avonds en in het weekend                       |
| 291                                      | Middelbeers Hertog Janstraat - Netersel Carolus Simplexplein | Vessem, Hoogeloon, Casteren, Hapert, Dalem, Bladel, Hulsel                        | Rijdt niet 's avonds en in het weekend                       |
| 292                                      | Veldhoven Heemweg/Centrum - Hoogeloon Valensplein            | Oerle, Wintelre, Vessem                                                           | Rijdt niet 's avonds en in het weekend                       |
| 294                                      | Veldhoven Heemweg/Centrum - Vessem Groenewoud                | Knegsel, Steensel, Eersel, Duizel, Hoogeloon                                      | Rijdt niet 's avonds en in het weekend                       |
| Schoolbus                                |                                                              |                                                                                   |                                                              |
| 603                                      | Eindhoven Centraal Station → Fontys Fliednerstraat           | MMC Eindhoven                                                                     |                                                              |
| 604                                      | Eindhoven Centraal Station → Summa College Sterrenlaan       | MMC Eindhoven                                                                     |                                                              |
| 608                                      | Eindhoven Centraal Station → Estafettelaan                   |                                                                                   |                                                              |
| 610                                      | Eindhoven Centraal Station - Internationale School           |                                                                                   |                                                              |
| 614                                      | Eindhoven Centraal Station - Jozef Eliasweg                  |                                                                                   |                                                              |
| 656                                      | Budel Deken van Baarsstraat - Valkenswaard Merendreef        | Gastel, Soerendonk, Maarheeze, Leende                                             |                                                              |
| 657                                      | Sterksel Kerk - Valkenswaard Merendreef                      | Heeze, Leende                                                                     | Alleen in de wintermaanden                                   |

### West-Brabant
Vervoer in West-Brabant wordt verzorgd door Arriva. Deze concessie is een samenvoeging van de Brabantliner concessie en de gelijknamige concessie West-Brabant. Het omvat de stadsdiensten van Breda en Roosendaal, streekbussen, de HOV-diensten Bravodirect en Brabantliner, buurtbussen en schoolbussen. Net als de andere concessies in Noord-Brabant wordt gereden onder de naam Bravo.
De lijnnummering in de regio is volgens het volgende nummeringssysteem:
- 1 t/m 9: stadsdienst Breda
- 11 & 12: stadsdienst Roosendaal
- 1xx series: streekbussen
- 2xx series: buurtbussen
- 3xx series: Bravodirect
- 5xx series: Brabantliner
- 6xx series: schoolbussen

| Lijn                   | Route                                                                        | Via                                                                                       | Bijzonderheden                                                                                        |
| ---------------------- | ---------------------------------------------------------------------------- | ----------------------------------------------------------------------------------------- | --- |
| Stadsdienst Breda      |                                                                              |                                                                                           | |
| 1                      | Hoge Vucht - Heusdenhout                                                     | Wisselaar, Centraal Station, Brabantpark                                                  | |
| 2                      | Kievitsloop - Hoge Vucht                                                     | Gageldonk, Schorsmolen, Centrum, Centraal Station, Geeren                                 | |
| 3                      | Haagse Beemden - Nieuw Wolfslaar                                             | Kesteren, Gageldonk, Belcrum, Centraal Station, Centrum, Amphia Ziekenhuis, IJpelaar      | |
| 4                      | Princenhage - Haagse Beemden                                                 | Heuvel, Centrum, Centraal Station, Krogten, Asterd                                        | |
| 5                      | Heusdenhout - Nieuw Wolfslaar                                                | Brabantpark, Centraal Station, Centrum, Zandberg, Overakker                               | |
| 8                      | Centraal Station - BUas                                                      |                                                                                           | Schoolbus; 's ochtends richting BUas, 's middags richting centraal station                            |
| 9                      | Centraal Station - Amphia Ziekenhuis                                         |                                                                                           | Schoolbus; 's ochtends richting Amphia Ziekenhuis, 's middags richting centraal station               |
| Stadsdienst Roosendaal |                                                                              |                                                                                           | |
| 11                     | Kortendijk - Borchwerf                                                       | Fatima-Villapark, Station, Centrum, Westrand                                              | Rijdt op zaterdag tot circa 19:00 uur naar het Designer Outlet in plaats van Borchwerf                |
| 12                     | Station - Langdonk                                                           | Centrum, De Krogten, Kroeven                                                              | |
| Streekdienst           |                                                                              |                                                                                           | |
| 161                    | Roosendaal Sterrebos - Bergen op Zoom Strandplevier                          | Wouw, Heerle                                                                              | |
| 162                    | Roosendaal Damastberg - Etten-Leur Centrum                                   | Rucphen, Sint Willebrord                                                                  | |
| 163                    | Roosendaal Damastberg - Willemstad Steenpad                                  | Oud Gastel, Stapmersgat, Fijnaart, Oudemolen                                              | |
| 164                    | Roosendaal Station - Ossendrecht Postbaan                                    | Wouwse Plantage, Huijbergen, Hoogerheide                                                  | Rijdt niet 's avonds en in het weekend                                                                |
| 170                    | Breda Centraal Station - Gilze AZC                                           | Dorst, Rijen, Hulten                                                                      | |
| 171                    | Breda Centraal Station - Bavel Schoutenlaan                                  |                                                                                           | Rijdt niet 's avonds en in het weekend                                                                |
| 172                    | Breda Centraal Station - Lage Zwaluwe Station                                | Terheijden, Wagenberg, Hooge Zwaluwe                                                      | Rijdt niet 's avonds en in het weekend                                                                |
| 173                    | Breda Centraal Station - Fijnaart Busstation                                 | Terheijden, Wagenberg, Langeweg, Zevenbergen, Klundert                                    | Rijdt niet 's avonds en op zondag                                                                     |
| 174                    | Made Gemeentehuis - Wijk en Aalburg Kromme Nol                               | Geertruidenberg, Raamsdonksveer, Raamsdonk, Waspik, Sprang-Capelle, Waalwijk, Drunen      | Rijdt niet 's avonds en in het weekend                                                                |
| 175                    | Chaam Meysberg - Ulicoten Kloosterstraat                                     |                                                                                           | Spitsbus                                                                                              |
| 176                    | Breda Centraal Station - Meersel-Dreef Nieuw Dreef                           | Galder                                                                                    | Rijdt niet 's avonds en in het weekend                                                                |
| 177                    | Lage Zwaluwe Station - Moerdijk Tradepark                                    |                                                                                           | Rijdt niet 's avonds en in het weekend                                                                |
| 180                    | Sleeuwijk Tol West - Werkendam Plein                                         |                                                                                           | Rijdt niet 's avonds en in het weekend                                                                |
| 181                    | 's-Hertogenbosch Centraal Station - Gorinchem Station                        | Wijk en Aalburg, Veen, Andel, Giessen, Rijswijk, Woudrichem, Oudendijk, Sleeuwijk         | Rijdt niet 's avonds en in het weekend                                                                |
| Buurtbus               |                                                                              |                                                                                           | |
| 200                    | Dinteloord Noordlangeweg - Fijnaart Busstation (- Klundert Oranjestraat)     | Heijningen                                                                                | Rijdt niet 's avonds en op zondag, rijdt op zaterdag vaak door naar Klundert i.v.m. de weekmarkt daar |
| 205                    | Rijen Station - 's Gravenmoer Hoofdstraat                                    | Molenschot, Dorst, Oosterhout, Oosteind                                                   | Rijdt niet 's avonds en op zondag                                                                     |
| 206                    | Rijen Station - Waalwijk Busstation                                          | Dongen, 's-Gravenmoer, Vaart, Kaatsheuvel, Sprang-Capelle                                 | Rijdt niet 's avonds en in het weekend                                                                |
| 208                    | Waalwijk Busstation - Wijk en Aalburg Kromme Nol                             | Drunen, Elshout, Oudheusden, Herpt, Heusden                                               | Rijdt niet 's avonds en in het weekend                                                                |
| 210                    | Klundert Oranjestraat - Oudenbosch Station                                   | Noordhoek, Standdaarbuiten                                                                | Rijdt niet 's avonds en in het weekend                                                                |
| 211                    | Nispen Bergsebaan - Oudenbosch Station                                       | Roosendaal, Zegge, Bosschenhoofd                                                          | Rijdt niet 's avonds en in het weekend                                                                |
| 212                    | Steenbergen Gemeentehuis - Wouw Omgang                                       | Welberg, Moerstraten, Heerle                                                              | Rijdt niet 's avonds en in het weekend                                                                |
| 213                    | Oud Gastel Busstation - Steenbergen Gemeentehuis                             | Kruisland, Blauwe Sluis                                                                   | Rijdt niet 's avonds en in het weekend                                                                |
| 214                    | De Sluis Rijksweg - Steenbergen Ravelijnstraat                               | Anna Jacobapolder, Sint-Philipsland, Nieuw-Vossemeer, De Heen                             | Rijdt niet 's avonds en in het weekend                                                                |
| 215                    | Etten-Leur: Grauwe Polder - De Keen                                          | Etten-Leur (Centrum, Station)                                                             | Rijdt niet 's avonds en in het weekend                                                                |
| 216                    | Prinsenbeek Velsgoed - Etten-Leur Centrum                                    |                                                                                           | Rijdt niet 's avonds en op zondag                                                                     |
| 218                    | Langeweg Drie Hoefijzers - Zevenbergen Sint Jorisstraat                      | Zevenbergschen Hoek, Station Lage Zwaluwe, Moerdijk                                       | Rijdt niet 's avonds en in het weekend                                                                |
| 219                    | Zevenbergen Station - Etten-Leur Centrum                                     |                                                                                           | Rijdt niet 's avonds en in het weekend                                                                |
| 220                    | Klein Zundert Jan Koekenplein - Roosendaal Station                           | Zundert, Wernhout, Achtmaal, Schijf                                                       | Rijdt niet 's avonds en in het weekend                                                                |
| 221                    | Almkerk Altenahove - Almkerk Altenahove                                      | Giessen, Rijswijk, Woudrichem, Oudendijk, Sleeuwijk, Nieuwendijk                          | Rijdt niet 's avonds en in het weekend                                                                |
| 223                    | Almkerk Altenahove - Waalwijk Busstation                                     | Dussen, Meeuwen, Eethen, Drongelen                                                        | Rijdt niet 's avonds en in het weekend                                                                |
| 224                    | Drimmelen Haven - Oosterhout Busstation                                      | Made                                                                                      | Rijdt niet 's avonds en op zondag                                                                     |
| 225                    | Zundert Oranjeplein - Etten-Leur Centrum                                     | Rijsbergen                                                                                | Rijdt niet 's avonds en op zondag                                                                     |
| 226                    | Den Hout Houtse Heuvel/Oosterhout Buurstede - Oosterhout Centrum             | Oosterhout ((Zuiderhout,) Ziekenhuis, Busstation)                                         | Rijdt niet 's avonds en op zondag                                                                     |
| 227                    | Hank Kerkstraat - Waalwijk Busstation                                        | Dussen, Meeuwen, Eethen, Genderen, Wijk en Aalburg, Heesbeen, Doeveren                    | Rijdt niet 's avonds en in het weekend                                                                |
| 228                    | Almkerk Altenahove - Wijk en Aalburg Kromme Nol                              | Babyloniënbroek, Eethen, Genderen                                                         | Rijdt niet 's avonds en in het weekend                                                                |
| 229                    | Almkerk Altenahove - Raamsdonkveer Van Wijngaardenstraat                     | Dussen, Hank, Geertruidenberg                                                             | Rijdt niet 's avonds en in het weekend                                                                |
| Bravodirect            |                                                                              |                                                                                           | |
| 360                    | Rotterdam Zuidplein - Putte Moretuslei                                       | Numansdorp , Dinteloord, Steenbergen, Halsteren, Bergen op Zoom, Hoogerheide, Ossendrecht | |
| 361                    | Oud Gastel Busstation - Ossendrecht Moleneind                                | Stampersgat, Dinteloord, Steenbergen, Halsteren, Bergen op Zoom, Hoogerheide              | |
| 370                    | Etten-Leur Transferium Vosdonk - Geertruidenberg Oude Stadsweg               | Breda, Teteringen, Oosterhout, Raamsdonksveer                                             | |
| 371                    | Etten-Leur Centrum - Tilburg Centraal Station                                | Breda, Teteringen, Oosterhout, Oosteind, Dongen                                           | |
| 372                    | Breda Bijster - Oosterhout Busstation                                        | Teteringen                                                                                | |
| 373                    | Breda Centraal Station - Zevenbergen Kristallaan                             | Prinsenbeek, Zwartenberg                                                                  | |
| 374                    | Made Gemeentehuis - Zundert Berkenlaan                                       | Wagenberg, Terheijden, Breda, Effen, Rijsbergen                                           | |
| 375                    | Breda Centraal Station - Baarle-Nassau Sint Janstraat                        | Ulvenhout, Chaam, Gaarshof                                                                | |
| 380                    | Oud Gastel Busstation - Geertruidenberg Oude Stadsweg                        | Oudenbosch, Hoeven, Etten-Leur, Breda, Oosterhout, Raamsdonksveer                         | |
| Brabantliner           |                                                                              |                                                                                           | |
| 500                    | (Breda Centraal Station -) Oosterhout Busstation - Utrecht CS Jaarbeurszijde | Raamsdonksveer, Hank, Nieuwendijk, Sleeuwijk, Vianen                                      | Breda wordt alleen in het weekend bediend                                                             |
| 501                    | Breda Centraal Station - Utrecht CS Jaarbeurszijde                           | Hank, Nieuwendijk, Sleeuwijk, Vianen                                                      | Rijdt niet in het weekend                                                                             |
| 502                    | Breda Centraal Station - Gorinchem Station                                   | Hank, Nieuwendijk, Sleeuwijk                                                              | Rijdt niet 's avonds en in het weekend                                                                |
| Schoolbus              |                                                                              |                                                                                           | |
| 682                    | Andel Prinsentuin - Wagenberg Kruispunt                                      | Nieuwendijk, Hank, Raamsdonksveer, Geertruidenberg, Made                                  | 's Ochtends in de richting van Andel, 's middags in de richting van Wagenberg                         |
| 683                    | Andel Prinsentuin - Dongen Groenvenseweg                                     | Nieuwendijk, Hank, Raamsdonksveer, Oosterhout, Oosteind                                   | 's Ochtends in de richting van Andel, 's middags in de richting van Dongen                            |
| 684                    | Andel Prinsentuin - Wijk en Aalburg Kromme Nol                               |                                                                                           | 's Ochtends in de richting van Andel, 's middags in de richting van Wijk en Aalburg                   |

### Oost-Brabant
Vervoer in Oost-Brabant wordt verzorgd door Arriva en is een samenvoeging van de concessies Midden-Brabant, Oost-Brabant en Meierij. De concessie is van start gegaan op 14 december 2014 en loopt tot 13 december 2024. De concessie omvat het stadsvervoer in 's-Hertogenbosch en Tilburg, streekvervoer, de HOV-dienst Bravodirect, buurtbussen, schoolbussen en vervoer naar de Efteling. Net als de andere concessies in Noord-Brabant wordt gereden onder de naam Bravo.
De lijnnummering in de regio is volgens het volgende nummeringssysteem:
- 1 t/m 11: stadsdiensten 's-Hertogenbosch en Tilburg
- 60, 70 en 80: citybussen 's-Hertogenbosch
- 90 t/m 160: streekbussen
- 2xx series: buurtbussen
- 3xx series: Bravo direct
- 6xx series: schoolbussen
- 8xx series: bussen van/naar Efteling

| Lijn                         | Route                                                                 | Via                                                                                                 | Bijzonderheden                                                                             |
| ---------------------------- | --------------------------------------------------------------------- | --------------------------------------------------------------------------------------------------- | ------------------------------------------------------------------------------------------ |
| Stadsdienst 's-Hertogenbosch |                                                                       | |                                                                                            |
| 1                            | Centraal Station - De Aawijk                                          | Centrum, Zuid, Bazeldonk                                                                            |                                                                                            |
| 2                            | Centraal Station - De Hambaken                                        | Binnenstad, De Rompert                                                                              |                                                                                            |
| 3                            | Centraal Station - Rosmalen Station                                   | Binnenstad, Graafsebuurt, Hintham, Rosmalen Molenhoek                                               |                                                                                            |
| 4                            | De Kruiskamp - Rosmalen Station                                       | De Schutskamp, Centraal Station, Binnenstad, De Vliert, De Reit, Rosmalen Groote Wielen             |                                                                                            |
| 5                            | Centraal Station - Engelen Lelienhuyze                                | De Schutskamp, De Rietvelden, De Vutter                                                             | Spitsbus                                                                                   |
| 6                            | Centraal Station - Empel Bereklauw                                    | Binnenstad, De Vliert, De Herven, De Reit, De Rompert                                               |                                                                                            |
| 7                            | Centraal Station - Maasoever                                          | Orthen, De Hambaken                                                                                 | Rijdt niet 's avonds en in het weekend                                                     |
| 8                            | Maasoever - Vught De Baarzen                                          | Maaspoort, De Rompert, Binnenstad, Centraal Station, JBZ, Vught Centrum, Vught Schoonveld           |                                                                                            |
| 9                            | Maasoever - Vught De Baarzen                                          | Maaspoort, De Rompert, Binnenstad, Centraal Station, JBZ, Vught Centrum, Vught Vlasmeer             |                                                                                            |
| 10                           | Centraal Station - Maaspoort                                          | Orthen                                                                                              | Spitsbus                                                                                   |
| 11                           | Centraal Station - De Aawijk                                          | Binnenstad, Zuid, Pettelaarpark, Bazeldonk                                                          | Rijdt niet 's avonds en in het weekend                                                     |
| 60                           | P+R Deutersestraat - Vughterstraat                                    | | Citybus; rijdt niet op zondagavond                                                         |
| 70                           | Transferium De Vliert - Sint Josephstraat                             | | Citybus; rijdt niet op zondagavond                                                         |
| 80                           | P+R Pettelaarpark - Parade                                            | | Citybus; rijdt niet op zondagavond                                                         |
| Stadsdienst Tilburg          |                                                                       | |                                                                                            |
| 1                            | Noord-Quirijnstok - ETZ Elisabeth                                     | Heikant, Stokhasselt, ETZ TweeSteden, Het Zand, Centraal Station, Centrum, Stappegoor, Groenewoud   |                                                                                            |
| 2                            | Reeshof - Goirle Baronielaan                                          | Wandelbos, Het Zand, Universiteit, Centraal Station, Centrum, Broekhoven, ETZ Elisabeth, Groenewoud |                                                                                            |
| 3                            | Centraal Station - Koolhoven                                          | Universiteit, Het Zand, Wandelbos, Reeshof                                                          |                                                                                            |
| 4                            | Centraal Station - Reeshof                                            | Universiteit, Witbrant, (Koolhoven)                                                                 | 's Avonds via Koolhoven                                                                    |
| 5                            | Centraal Station - Noord-Stokhasselt                                  | Besterd, Het Goirke, Heikant                                                                        |                                                                                            |
| 6                            | Centraal Station - Noord-Heikant                                      | Loven, Het Goirke, Quirijnstok                                                                      |                                                                                            |
| 7                            | Blaak - Wandelbos                                                     | Zorgvlied, Centrum, Centraal Station, Hasselt, ETZ TweeSteden                                       |                                                                                            |
| 8                            | Centraal Station - Het Laar                                           | Centrum, Korvel                                                                                     |                                                                                            |
| 9                            | Centraal Station - Udenhout Kastanjelaan                              | Oost, Berkel-Enschot                                                                                |                                                                                            |
| Streekdienst                 |                                                                       | |                                                                                            |
| 90                           | Oss Station - 's-Hertogenbosch Centraal Station                       | Heesch, Geffen, Nuland, Kruisstraat, Rosmalen                                                       | Rijdt niet 's avonds en in het weekend                                                     |
| 91                           | Uden Busstation - Cuijk Station                                       | Volkel, Odiliapeel, Mill, Sint Hubert, Haps, Vianen                                                 | Rijdt niet 's avonds en in het weekend                                                     |
| 92                           | Grave Busstation - Cuijk Station                                      | Escharen, Langenboom, Mill, Sint Hubert, Haps, Vianen                                               | Spitsbus                                                                                   |
| 96                           | Grave Busstation - Oss Station                                        | Velp, Reek, Schaijk, Herpen, Berghem                                                                | Rijdt niet 's avonds en in het weekend                                                     |
| 99                           | Nijmegen Centraal Station - Uden Busstation                           | Alverna, Nederasselt, Grave, Velp, Reek, Zeeland                                                    | In samenwerking met Hermes (Breng), hoort ook bij concessie Arnhem Nijmegen                |
| 131                          | Tilburg Centraal Station - Gilze Aalstraat                            | | Spitsbus                                                                                   |
| 135                          | 's-Hertogenbosch Centraal Station - Wijk en Aalburg Kromme Nol        | Vlijmen, Haarsteeg, Hedikhuizen, Herpt, Heusden, Oudheusden                                         |                                                                                            |
| 136                          | 's-Hertogenbosch Centraal Station - Tilburg Centraal Station          | Vlijmen, Nieuwkuijk, Drunen, Waalwijk, Sprang-Capelle, Kaatsheuvel, Loon op Zand                    |                                                                                            |
| 137                          | Tilburg Centraal Station - Baarle-Nassau Sint Janstraat               | Goirle, Riel, Alphen                                                                                |                                                                                            |
| 140                          | 's-Hertogenbosch Centraal Station - Tilburg Centraal Station          | Vught, Helvoirt, Haaren, Oisterwijk, Berkel-Enschot                                                 |                                                                                            |
| 141                          | Tilburg Centraal Station - Best Station                               | Moergestel, Spoordonk, Oirschot                                                                     | Rijdt niet 's avonds                                                                       |
| 142                          | Tilburg Centraal Station - Best Station                               | Hilvarenbeek, Diessen, Middelbeers, Oostelbeers, Oirschot                                           | Rijdt niet 's avonds en in het weekend                                                     |
| 143                          | Tilburg Centraal Station - Reusel Busstation                          | Hilvarenbeek, Esbeek, Lage Mierde, Hooge Mierde                                                     |                                                                                            |
| 154                          | 's-Hertogenbosch Station - Eindhoven Centraal Station                 | Sint-Michielsgestel, Schijndel, Sint-Oedenrode, Nijnsel, Son en Breugel                             | Spitsbus                                                                                   |
| 156                          | 's-Hertogenbosch Station - Eindhoven Centraal Station                 | Den Dungen, Sint-Michielsgestel, Schijndel, Sint-Oedenrode, Nijnsel, Son                            |                                                                                            |
| 157                          | Oss Station - Eindhoven Centraal Station                              | Heesch, Nistelrode, Uden, Mariaheide, Veghel, Sint-Oedenrode, Nijnsel, Son                          |                                                                                            |
| 158                          | Veghel Busstation - 's-Hertogenbosch Centraal Station                 | Heeswijk-Dinther, Middelrode, Berlicum, Rosmalen                                                    |                                                                                            |
| Buurtbus                     |                                                                       | |                                                                                            |
| 203                          | Liempde Raadhuisplein - 's-Hertogenbosch Centraal Station             | Boxtel, Esch, Vught                                                                                 | Rijdt niet 's avonds en op zondag                                                          |
| 204                          | Best Station - Schijndel Kluisstraat                                  | Boskant, Sint-Oedenrode, Olland, Kasteren, Liempde, Boxtel                                          | Rijdt niet 's avonds en in het weekend                                                     |
| 207                          | 's-Hertogenbosch Centraal Station - Cromvoirt Sint Lambertusstraat 56 | Vught                                                                                               | Rijdt niet 's avonds en op zondag                                                          |
| 238                          | Grave Busstation - Boxmeer Station                                    | Escharen, Gassel, Beers, Cuijk, Sint Agatha, Oeffelt, Beugen                                        | Rijdt niet 's avonds en in het weekend                                                     |
| 239                          | 's-Hertogenbosch Centraal Station - Oisterwijk Station                | Cromvoirt, Helvoirt, Biezenmortel, Udenhout                                                         | Rijdt niet 's avonds en in het weekend                                                     |
| 242                          | Hilvarenbeek Vrijthof - Middelbeers Ganzeakkers                       | Diessen, Baarschot, Westelbeers                                                                     | Rijdt alleen op zaterdag                                                                   |
| 250                          | 's-Hertogenbosch Centraal Station - Bokhoven Kerk                     | Engelen                                                                                             | Rijdt alleen in de daluren en op zaterdag                                                  |
| 251                          | Rosmalen Station - Uden Busstation                                    | Kruisstraat, Nuland, Geffen, Vinkel, Loosbroek, Vorstenbosch                                        | Rijdt niet 's avonds en in het weekend                                                     |
| 253                          | Boerdonk Kerk - Veghel De Watersteeg                                  | Keldonk, Erp                                                                                        | Rijdt niet 's avonds en in het weekend                                                     |
| 254                          | Schaijk Netjeshof - Uden Busstation                                   | Reek, Zeeland                                                                                       | Rijdt niet 's avonds en op zondag                                                          |
| 255                          | Boxmeer Maasziekenhuis - Venray Prins Bernhardstraat                  | Sambeek, Vortum-Mullem, Groeningen, Vierlingsbeek, Maashees, Holthees, Smakt                        | Rijdt niet 's avonds en in het weekend                                                     |
| 256                          | Veghel Busstation - Venhorst Sint Josephplein                         | Erp, Boekel                                                                                         | Rijdt niet 's avonds en in het weekend                                                     |
| 262                          | Oss Station - Maren-Kessel Kerkplein                                  | Teeffelen, Lithoijen, Lith                                                                          | Rijdt niet 's avonds en op zondag                                                          |
| 289                          | Hilvarenbeek Vrijthof - Oisterwijk Station                            | Biest-Houtakker, Moergestel                                                                         | Rijdt niet 's avonds en op zondag                                                          |
| 292                          | Sint Anthonis Dr. Verbeecklaan - Boxmeer Maasziekenhuis               | Oploo, Westerbeek, Landhorst, Wilbertoord, Mill, Wanroij, Rijkevoort, Ledeacker, Sint Anthonis      | Rijdt niet 's avonds en in het weekend                                                     |
| 293                          | Hilvarenbeek Vrijthof - Bladel Kerk                                   | Diessen, Baarschot, Westelbeers, Casteren                                                           | Rijdt niet 's avonds en in het weekend                                                     |
| 294                          | Oss Station - Ravenstein Station                                      | Berghem, Schaijk, Herpen, Overlangel, Neerloon                                                      | Rijdt niet 's avonds en in het weekend                                                     |
| 295                          | Hilvarenbeek Vrijthof - Goirle Dorpsstraat                            | | Rijdt niet 's avonds en in het weekend                                                     |
| 296                          | Oss Station → Oss Station                                             | Teeffelen, Oijen, Macharen, Megen, Haren                                                            | Rijdt niet 's avonds en op zondag                                                          |
| 299                          | Oirschot Sint Jorisstraat - Sint-Michielsgestel Papaverstraat         | Spoordonk, Lennisheuvel, Boxtel, Gemonde                                                            | Rijdt niet 's avonds en in het weekend                                                     |
| Bravodirect                  |                                                                       | |                                                                                            |
| 300                          | 's-Hertogenbosch Centraal Station - Tilburg Centraal Station          | Waalwijk, Sprang-Capelle, Kaatsheuvel, Loon op Zand                                                 | Rijdt niet na 20:00 en in het weekend                                                      |
| 301                          | 's-Hertogenbosch Centraal Station - Tilburg Centraal Station          | Vlijmen, Drunen, Waalwijk, Sprang-Capelle, Kaatsheuvel, Loon op Zand                                |                                                                                            |
| 305                          | Oss Station - Eindhoven Centraal Station                              | Heesch, Nistelrode, Uden, Veghel, Sint-Oedenrode                                                    |                                                                                            |
| 306                          | Uden Busstation - 's-Hertogenbosch Centraal Station                   | Veghel, Eerde, Wijbosch, Schijndel en Sint-Michielsgestel                                           |                                                                                            |
| Schoolbus                    |                                                                       | |                                                                                            |
| 601                          | Tilburg Centraal Station - Stappegoor                                 | | Stappegoorshuttle                                                                          |
| 602                          | Waalwijk Busstation → Tilburg Stappegoor                              | Sprang-Capelle, Kaatsheuvel, Loon op Zand                                                           |                                                                                            |
| 605                          | Uden Hobostraat → Eindhoven Centraal Station                          | Sint-Oedenrode                                                                                      |                                                                                            |
| 637                          | Baarle-Nassau Sint Janstraat → Tilburg Centraal Station               | Alphen, Riel, Goirle                                                                                |                                                                                            |
| 638                          | Grave Busstation → Cuijk Hapsebaan                                    | Escharen, Gassel                                                                                    |                                                                                            |
| 639                          | 's-Hertogenbosch Centraal Station - Udenhout Groenvelde               | Helvoirt, Biezenmortel                                                                              | 's Ochtends in de richting van 's-Hertogenbosch, 's middags in de richting van Udenhout    |
| 643                          | 's-Hertogenbosch Centraal Station - Boxtel Station                    | Esch                                                                                                | 's Ochtends in de richting van 's-Hertogenbosch, 's middags in de richting van Boxtel      |
| 644                          | Boxtel Station - Veghel Busstation                                    | Schijndel, Wijbosch, Eerde                                                                          | 's Ochtends in de richting van Boxtel, 's middags in de richting van Veghel                |
| 655                          | Veghel Busstation - Gemert Pastoor Poellplein                         | Erp, Rijkerbeek, Boekel, Handel                                                                     | 's Ochtends in de richting van Veghel, 's middags in de richting van Gemert                |
| 662                          | Maren-Kessel Kerkplein - Oss Station                                  | Lith, Lithoijen, Teeffelen                                                                          |                                                                                            |
| 690                          | Grave Busstation - 's-Hertogenbosch Centraal Station                  | Velp, Reek, Schaijk, Heesch, Geffen, Nuland, Rosmalen                                               |                                                                                            |
| 692                          | Mill Fitland/Wilbertoord Kerk - Boxmeer Station                       | Wanroij, Rijkevoort, Ledeacker, Sint Anthonis                                                       | 's Ochtends in de richting van Boxmeer, 's middags in de richting van Wilbertoord          |
| Bussen van/naar de Efteling  |                                                                       | |                                                                                            |
| 800                          | 's-Hertogenbosch Centraal Station - Kaatsheuvel Efteling              | | 's Ochtends in de richting van de Efteling, 's middags in de richting van 's-Hertogenbosch |
| 801                          | Tilburg Centraal Station - Kaatsheuvel Efteling                       | | 's Ochtends in de richting van de Efteling, 's middags in de richting van Tilburg          |

### Lijnen uit grensoverschrijdende concessies in de provincie Noord-Brabant
De concessiegrenzen van de concessies in Noord-Brabant overschrijden nergens de provinciegrens, maar enkele buslijnen doen dit wel. Dit is echter ook andersom, lijnen uit concessies in andere provincies rijden in Noord-Brabant. Hieronder staan alle buslijnen die horen bij concessies uit andere provincies en landen opgesomd.
| Lijn                                          | Vervoerder                | Route                                                       | Via | Soort                     | Opmerkingen                                                                                |
| Concessie Arnhem Nijmegen                     | Concessie Arnhem Nijmegen | Concessie Arnhem Nijmegen                                   | Concessie Arnhem Nijmegen                                                                                                | Concessie Arnhem Nijmegen | Concessie Arnhem Nijmegen                                                                  |
| --------------------------------------------- | ------------------------- | ----------------------------------------------------------- | --- | ------------------------- | ------------------------------------------------------------------------------------------ |
| 9                                             | Hermes (Breng)            | Nijmegen Centraal Station - Grave Busstation                | Nijmegen Heijendaal, Overasselt, Nederasselt                                                                             | Streekbus                 |                                                                                            |
| 568                                           | Hermes (Breng)            | Wijchen Mozaïek - Escharen Burgemeester de Bourbonplein     | Balgoij, Nederasselt, Grave                                                                                              | Buurtbus                  | Rijdt niet 's avonds en in het weekend                                                     |
| Concessie Achterhoek-Rivierenland             |                           |                                                             | |                           |                                                                                            |
| 165                                           | Juijn i.o.v. Arriva       | 's-Hertogenbosch Centraal Station - Druten Busstation       | Hedel, Kerkdriel, Rossum, Heerewaarden, Beneden-Leeuwen                                                                  | Streekbus                 |                                                                                            |
| 166                                           | Juijn i.o.v. Arriva       | 's-Hertogenbosch Centraal Station - Well Maaijenstraat      | Hedel, Ammerzoden | Streekbus                 |                                                                                            |
| 266                                           | Arriva                    | Wijk en Aalburg Perzikstraat - Zaltbommel Wielkamp          | Nederhemert, Well, Ammerzoden, Hedel, Bruchem                                                                            | Buurtbus                  | 's Avonds en in het weekend als belbus                                                     |
| 268                                           | Arriva                    | Giessen Randweg-Tankstation - Zaltbommel Station            | Poederoijen, Aalst, Nederhemert, Kerkwijk, Bruchem                                                                       | Buurtbus                  | 's Avonds en in het weekend als belbus                                                     |
| 665                                           | Juijn i.o.v. Arriva       | Dreumel Nieuwstraat - 's-Hertogenbosch Rompertsebaan        | (Heerewaarden,) Rossum, Kerkdriel, Velddriel, Hedel                                                                      | Schoolbus                 | 's Ochtends in de richting van 's-Hertogenbosch en 's middags in de richting van Rossum    |
| 668                                           | Juijn i.o.v. Arriva       | Velddriel Wordenseweg - Andel Prinsentuin                   | Kerkdriel, Rossum, Hurwenen, Zaltbommel, Bruchem, Kerkwijk, Delwijnen, Nederhemert, Aalst                                | Schoolbus                 | 's Ochtends in de richting van Andel en 's middags in de richting van Velddriel            |
| 669                                           | Juijn i.o.v. Arriva       | Zaltbommel Station → Wijk en Aalburg Perzikstraat           | Bruchem, Hedel, Ammerzoden, Well                                                                                         | Schoolbus                 |                                                                                            |
| 860                                           | Arriva                    | Zaltbommel Station - Zaltbommel Station                     | Gameren, Nieuwaal, Zuilichem, Brakel, Andel, Poederoijen, Aalst, Nederhemert, Well, Ammerzoden, Hedel, Kerkdriel, Rossum | Nachtvlinder              | Rijdt alleen 's avonds en in het weekend                                                   |
| Concessie Limburg                             |                           |                                                             | |                           |                                                                                            |
| 80                                            | Arriva                    | Venray Station - Deurne Station                             | Ysselsteyn | Streekbus                 |                                                                                            |
| 82                                            | Arriva                    | Boxmeer Station - Venray Prins Bernhardstraat               | Sint Anthonis, Stevensbeek, Overloon                                                                                     | Streekbus                 | Rijdt niet 's avonds en in het weekend                                                     |
| 84                                            | Van Driel i.o.v. Arriva   | Gennep Busstation - Boxmeer Station                         | Oeffelt, Beugen | Streekbus                 |                                                                                            |
| 85                                            | Van Driel i.o.v. Arriva   | Boxmeer Station - Siebengewald Centrum                      | Heijen, Afferden | Streekbus                 | Rijdt niet in het weekend                                                                  |
| 684                                           | TTS Taxi i.o.v. Arriva    | Gennep Busstation - Boxmeer Station                         | Oeffelt, Beugen | Schoolbus                 | Versterkt op schooldagen overdag lijn 84                                                   |
| Concessie Zeeland                             |                           |                                                             | |                           |                                                                                            |
| 19                                            | Connexxion                | Hulst Busstation - Roosendaal Station                       | Clinge, Nieuw Namen, Kieldrecht, Verrebroek                                                                              | Streekbus                 |                                                                                            |
| 102                                           | Next i.o.v. Connexxion    | Bergen op Zoom Station - Oude-Tonge Busstation              | Halsteren, Tholen, Oud-Vossemeer, Nieuw-Vossemeer, Sint Philipsland                                                      | Streekbus                 | Rijdt niet 's avonds en in het weekend                                                     |
| 107                                           | Connexxion                | Bergen op Zoom Station - Stavenisse Poststraat              | Halsteren, Tholen, Poortvliet, Scherpenisse, Sint-Maartensdijk                                                           | Streekbus                 | Doordeweeks beginnen de ritten in Sint-Annaland; gekoppeld aan lijn 108                    |
| 108                                           | Connexxion                | Bergen op Zoom Station - Sint-Annaland Dorpsweg             | Halsteren, Tholen, Poortvliet, Scherpenisse, Sint-Maartensdijk                                                           | Streekbus                 | Doordeweeks beginnen de ritten in Stavenisse; gekoppeld aan lijn 107                       |
| 209                                           | Connexxion                | Bergen op Zoom Station - Sint Philipsland Stationsstraat    | Halsteren, Tholen, Oud-Vossemeer, Sint-Annaland                                                                          | Spitsbus                  | 's Ochtends in de richting van Bergen op Zoom, 's middags in de richting van Sint-Annaland |
| 603                                           | Next i.o.v. Connexxion    | Sint-Maartensdijk Provincialeweg - Bergen op Zoom Station   | Scherpenisse, Poortvliet, Halsteren                                                                                      | Schoolbus                 |                                                                                            |
| 618                                           | Next i.o.v. Connexxion    | Sint-Maartensdijk Provincialeweg - Halsteren Steenspil      | Stavenisse, Sint-Annaland, Sint-Maartensdijk, Poortvliet, Tholen                                                         | Schoolbus                 |                                                                                            |
| 619                                           | Connexxion                | Sint-Maartensdijk Provincialeweg → Halsteren Steenspil      | Sint-Annaland, Oud-Vossemeer, Tholen                                                                                     | Schoolbus                 |                                                                                            |
| Concessie Hoeksche Waard - Goeree-Overflakkee |                           |                                                             | |                           |                                                                                            |
| 169                                           | Connexxion                | Willemstad Steenpad - Numansdorp Viaduct                    | | Streekbus                 | Rijdt niet 's avonds en in het weekend                                                     |
| 669                                           | Next i.o.v. Connexxion    | Willemstad Steenpad - Oud-Beijerland Scholengemeenschap     | Numansdorp, Klaaswaal | Schoolbus                 |                                                                                            |
| Concessie Antwerpen                           |                           |                                                             | |                           |                                                                                            |
| 43a                                           | B&C/KAV i.o.v. De Lijn    | Hoogstraten van Aertselaerplein - Reusel Busstation         | Wortel, Merksplas, Turnhout, Oud-Turnhout, Arendonk                                                                      | Streekbus                 |                                                                                            |
| 45                                            | B&C i.o.v. De Lijn        | Tilburg Station - Turnhout Station                          | Goirle, Poppel, Weelde, Ravels, Oud-Turnhout                                                                             | Streekbus                 |                                                                                            |
| 46                                            | De Lijn                   | Turnhout Station - Baarle-Nassau Sint-Janstraat             | Weelde, Baarle-Hertog | Streekbus                 |                                                                                            |
| 380                                           | De Lijn                   | Geel Station - Reusel Grens                                 | Dessel, Retie, Arendonk                                                                                                  | Schoolbus                 |                                                                                            |
| 456                                           | De Lijn                   | Goirle Natuurpoort Roovertsche Leij - Arendonk Gemeentehuis | Poppel, Weelde, Ravels, Oud-Turnhout                                                                                     | Schoolbus                 |                                                                                            |
| 457                                           | De Lijn                   | Weelde Steenweg op Zondereigen - Hoogstraten 't Spijker     | Baarle-Nassau, Baarle-Hertog, Minderhout                                                                                 | Schoolbus                 |                                                                                            |
| 458                                           | De Lijn                   | Goirle Natuurpoort Roovertsche Leij - Hoogstraten VITO      | Poppel, Weelde, Merksplas, Wortel                                                                                        | Schoolbus                 |                                                                                            |
| 461                                           | De Lijn                   | Turnhout Station - Baarle-Nassau Schaluinen                 | Weelde, Baarle-Hertog | Schoolbus                 |                                                                                            |